# رابرت کلارک
رابرت کلارک (انگلیسی: Robert Clarke; زاده ۱ ژوئن ۱۹۲۰ – درگذشته ۱۱ ژوئن ۲۰۰۵) هنرپیشه و کارگردان فیلم اهل ایالات متحده آمریکا بود. وی بین سال‌های ۱۹۴۴ تا ۲۰۰۵ میلادی فعالیت می‌کرد.
از فیلم‌ها یا برنامه‌های تلویزیونی که وی در آن نقش داشته‌است می‌توان به جنگ ستارگان، وسترن یونیون، داستان هلن مورگن، تیمبوکتو، و اسپات‌لایت اشاره کرد.